# Розенберг, Екатерина Михайловна
Екатерина Михайловна Розенберг (род. 23 января 1980, Хабаровск; в девичестве Носкова) — российская легкоатлетка, специалистка по бегу на средние дистанции. Выступала за сборную России по лёгкой атлетике в начале 2000-х годов, обладательница бронзовой медали чемпионата мира в помещении в дисциплине 1500 метров, призёрка первенств национального значения, участница ряда крупных международных стартов. Представляла Москву и Орловскую область. Мастер спорта России международного класса.

## Биография
Екатерина Носкова родилась 23 января 1980 года в Хабаровске. Впоследствии переехала на постоянное жительство в Москву.
Начала заниматься бегом у Ю. Маскаева, затем проходила подготовку под руководством тренеров А. С. Розенберга и Е. И. Подкопаевой. Представляла «Динамо» и Профсоюзы.
Впервые заявила о себе на международной арене в сезоне 1999 года, когда вошла в состав российской национальной сборной и побывала на чемпионате Европы среди юниоров в Риге, откуда привезла награду бронзового достоинства, выигранную в беге на 1500 метров — уступила здесь только турчанке Сибель Озюрт и украинке Наталье Сидоренко.
В 2003 году вышла на взрослый уровень, в частности на зимнем чемпионате России в Москве стала серебряной призёркой в дисциплинах 800 и 1500 метров, после чего на дистанции 1500 метров завоевала бронзовую медаль на чемпионате мира в помещении в Бирмингеме, финишировав позади американки Реджины Джейкобс и британки Келли Холмс. Позже взяла бронзу в беге на 1500 метров на летнем чемпионате России в Туле, пропустив вперёд Татьяну Томашову из Пермского края и Елену Задорожную из Иркутской области. В той же дисциплине защищала честь страны на чемпионате мира в Париже — на сей раз попасть в число призёров не смогла, став в финале четвёртой. Участвовала во Всемирном легкоатлетическом финале в Монте-Карло, где заняла восьмое место на дистанции 1500 метров.
За выдающиеся спортивные достижения удостоена почётного звания «Мастер спорта России международного класса».